# Monastère de Sisojevac
Le monastère de Sisojevac (en serbe cyrillique : Манастир Сисојевац ; en serbe latin : Manastir Sisojevac) est un monastère orthodoxe serbe situé à Sisevac, dans la municipalité de Paraćin et dans le district de Pomorvlje, en Serbie. Il est inscrit sur la liste des monuments culturels de grande importance de la Serbie (identifiant no SK 139).
Le monastère abrite aujourd'hui une communauté de religieuses.

## Présentation
Le monastère se trouve à proximité de la rivière Crnica, à 12 km du monastère de Ravanica.
Le monastère a peut-être été fondé dans les années 1480 par le moine Sisoès le Sinaïte ; en tout cas, il est mentionné pour la première fois en 1398 dans une charte de la reine Milica de Nemanja, la femme du prince Lazare,, ; le moine est enterré dans la partie sud de l'église. Le monastère était alors un métoque de Ravanica. Après la grande migration des Serbes de 1690 conduite par le patriarche Arsenije III Čarnojević, le monastère a été déserté. Il a été restauré et reconstruit dans les années 1990.
Par son style, l'église, dédiée à la Transfiguration, s'inscrit dans le courant de l'école moravienne, à l'exception de la décoration des façades. Elle s'élève sur la base d'un plan tréflé. La nef est constituée de trois travées ; elle est surmontée par une coupole située en son centre et précédée par un narthex carré ; elle est prolongée par trois absides à six pans qui, à l'extérieur, sont demi-circulaires. Les façades sont décorées d'étroites bandes lombardes reliées entre elles par des arcatures peu profondes ; au-dessus, entre cette décoration et le toit, court une frise elle aussi constituée d'arcatures reposant sur des consoles profilées. Le narthex a été reconstruit en 1993.

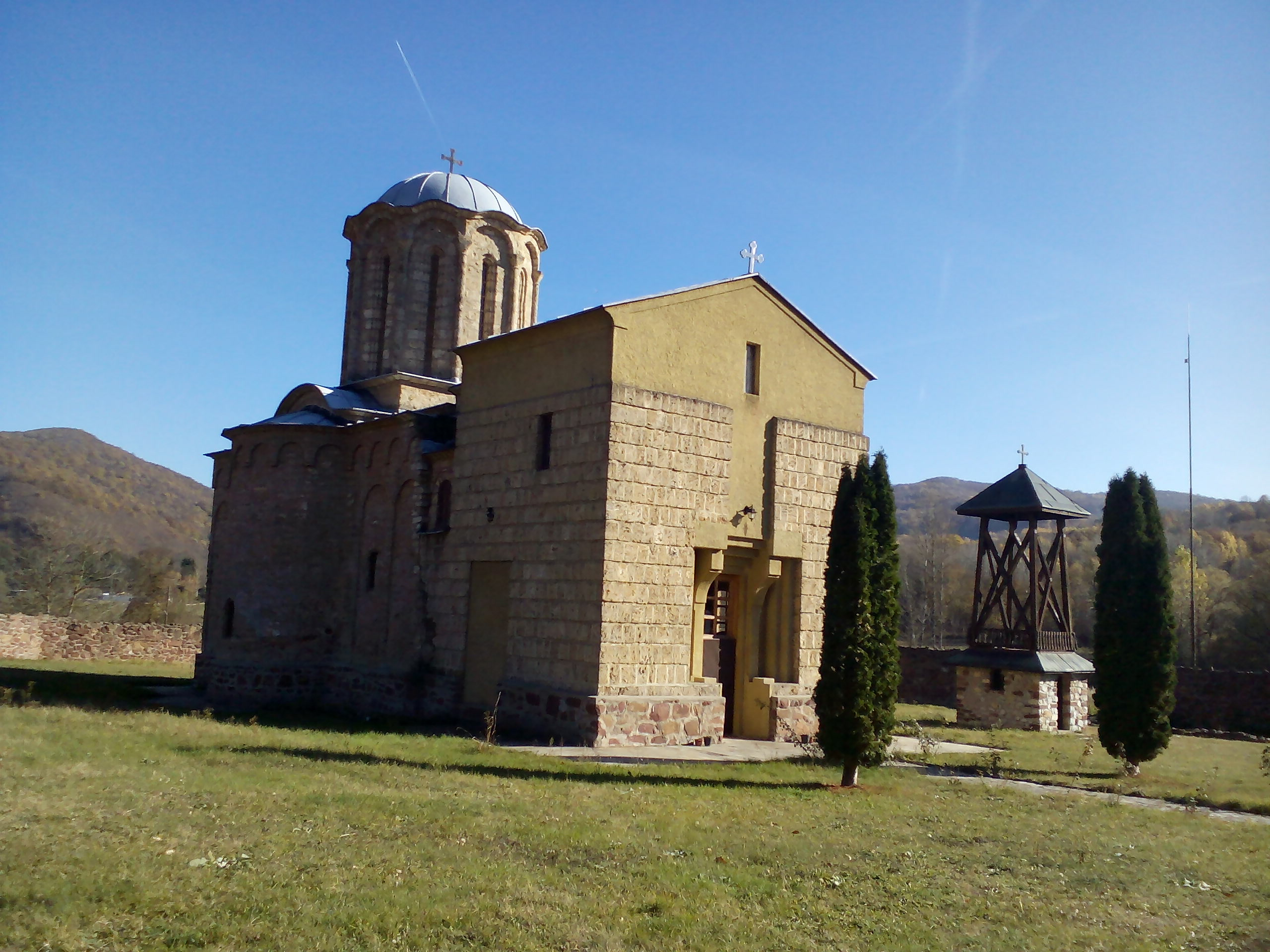
Vue de l'église

À l'intérieur, l'église conserve encore quelques fragments de ses peintures d'origine, sans doute réalisées en 1402. Dans la zone de l'autel, on peut voir quelques scènes de l'Ancien Testament comme le Sacrifice d'Abraham et Les trois Hommes dans la fournaise ardente. Dans la nef se trouvent quelques scènes des Miracles du Christ et des Paraboles ; au-dessus, dans des médaillons, sont représentés les saints Guerriers et des saints en buste.